# Nimetön (sjö)
Nimetön är en sjö i Finland. Den ligger i kommunen Suomussalmi i landskapet Kajanaland, i den centrala delen av landet, 600 km norr om huvudstaden Helsingfors. Nimetön ligger 236 meter över havet. Arean är 13,4 hektar och strandlinjen är 2,19 kilometer lång. Sjön  ingår i Uleälvens huvudavrinningsområde. 